# 巫术8
《巫术8》是一款由Sir-Tech制作和发行的电子角色扮演游戏。本游戏为巫术系列的第8作，游戏最初于2001年发行。
《巫术8》是在前作时隔9年后发行。游戏的目的是寻找3个神器。
根据评论网站Metacritic的消息，游戏好评如潮。